# سان جورجيو كانافيزي
سان جورجيو كانافيزي هي كومونا أو مدينة في ولاية كوزنسا في إقليم كالابريا في جنوب إيطاليا.
تعتبر واحده من كومونا (اربريش) في جنوب إيطاليا
نطاق البلديات والمقاطعات والأقاليم الإيطالية اعتباراً من 9 أكتوبر 2011م، المركز الإيطالي الوطني للتعداد تم استرجاعه تاريخ 16 مارس 2019م.